# The Attorney's Decision
The Attorney's Decision è un cortometraggio muto del 1914. Il nome del regista non viene riportato nei credit del film che è interpretato da Harry Myers, Rosemary Theby e Brinsley Shaw.

## Produzione
Il film fu prodotto dalla Lubin Manufacturing Company.

## Distribuzione
Distribuito dalla General Film Company, il film - un cortometraggio di due bobine - venne distribuito nelle sale USA il 26 agosto 1914.